# Vitameri
I vitameri sono tutti quei composti chimici che, sebbene strutturalmente diversi fra loro, presentano la stessa attività vitaminica. Ad esempio la vitamina K presenta 3 diversi vitameri: il fillochinone, il menachinone ed il menadione.
L'attività vitaminica di molteplici vitameri è dovuta alla capacità del corpo umano di convertire un vitamero nell'altro, o di molti vitameri di essere convertiti in un unico, ma attivo biologicamente e che possegga attività vitaminica.
In genere non tutti i vitameri possiedono esattamente la stessa potenza vitaminica per massa. Ciò è dovuto a differenze di assorbimento e interconversione dei vari vitameri di una stessa vitamina. Spesso, per la stessa ragione, la tossicità dei vitameri varia di molecola in molecola, come nel caso della vitamina E.